# Salpinx (instrument)
Pour les articles homonymes, voir Salpinx.

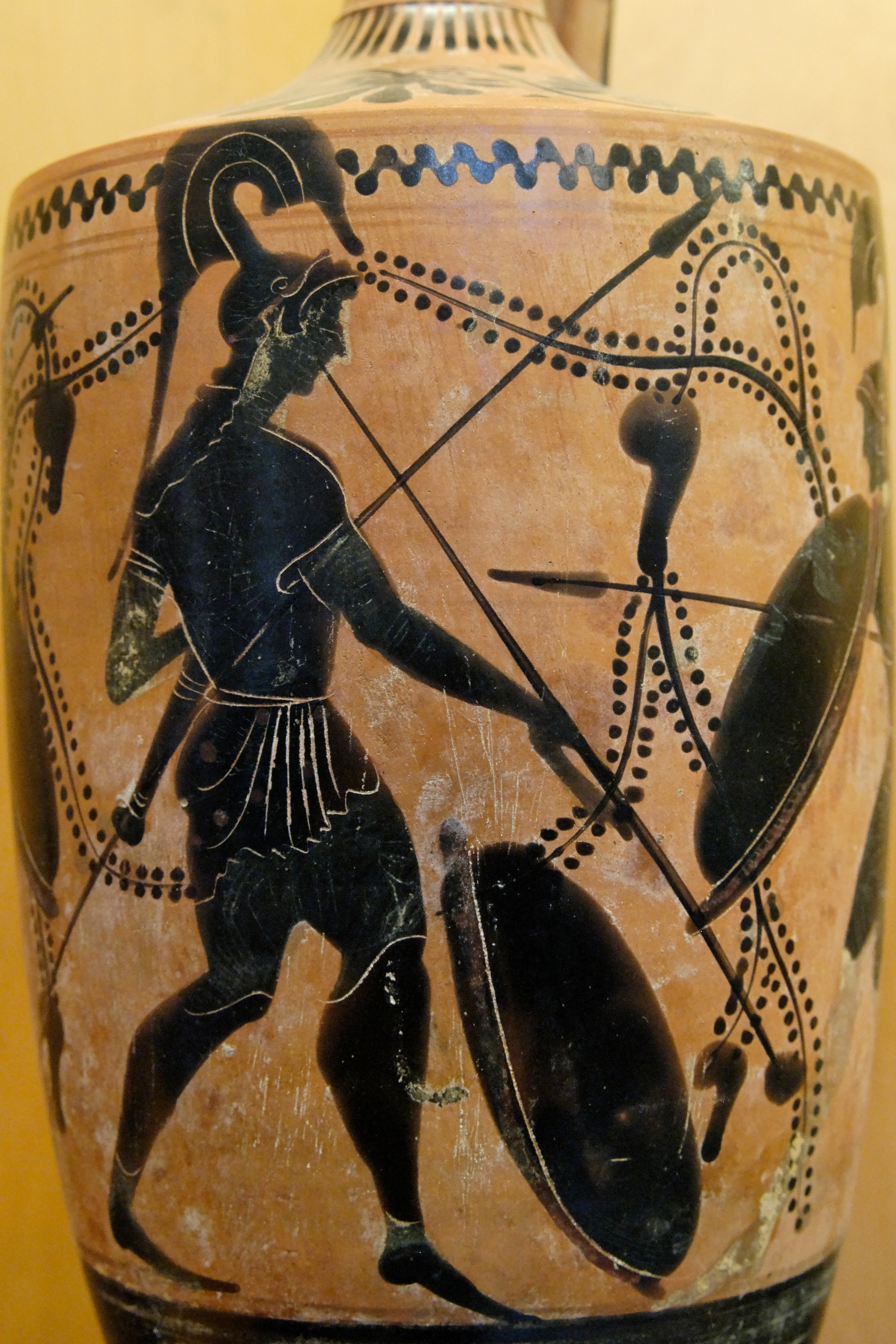
Hoplite jouant la salpinx, lécythe de la fin du, Musée archéologique Antonio Salinas (Palerme).

La salpinx (en grec ancien : σάλπιγξ) est un instrument à vent de la Grèce antique de la famille des trompettes, proche de la tuba des Romains.

## Introduction
Sous le nom de salpinx, les lexicographes grecs comprenaient jusqu'à six instruments différents : 
- la trompette égyptienne chnous ;
- la trompette paphlagonienne boïnos ;
- la trompette celtique karnyx ;
- la trompette médique ;
- la trompette argienne ;
- la trompette tyrrhénienne.

Mais on pourrait encore ajouter cornu, κέρας, bucina, carnyx, lituus qui ont des formes très particulières.
L'instrument étudié dans ce chapitre concerne la trompette grecque salpinx σάλπιγξ, c'est-à-dire la trompette droite, cylindrique ou conique, avec pavillon évasé ou en cloche. On y insuffle de l'air par une embouchure et c'est la variation de cette pression d'air qui fait moduler le son. Un joueur de trompette se nomme « salpinktès » σαλπικτής.

## Description
À l'époque classique, la salpinx est constituée d'un tuyau long et mince à perce cylindrique, aboutissant à un pavillon. Les deux parties de l'instrument sont usuellement en bronze, mais on connaît un exemplaire en ivoire doté d'un pavillon conique, réputé provenir d'Olympie, et deux exemplaires entiers en terre cuite mis au jour à Salamine de Chypre. La salpinx de Boston mesure 1,55 mètre de long, alors que les représentations sur vase semblent montrer des longueurs de 80 cm à 1,2 mètre.
Le pavillon est usuellement en forme de cloche, d'où son nom, κώδων / kōdōn, « cloche », mais les peintures sur vase témoignent d'une large variété de formes, du bulbe au cône. Chaque type de pavillon a probablement un effet sur le timbre du son produit. Ainsi, dans Les Nuées d'Aristophane, deux des personnages comparent la salpinx au derrière d'un insecte, le cousin : « l'intestin du cousin est étroit ; (…) à cause de cette étroitesse, l'air est poussé tout de suite avec force vers le derrière ; ensuite, l'ouverture de derrière communiquant avec l’intestin, le derrière résonne par la force de l'air. »
L'exemplaire de Boston et les peintures sur vase montrent une embouchure, mais Pollux, un grammairien du IIe siècle apr. J.-C., précise que la salpinx « est une invention étrusque ; sa forme est droite ou courbe ; elle est en bronze ou en fer et possède une γλῶττα / glōtta en os. » Le terme glōtta est classiquement traduit par « anche », dispositif dont l'aulos (précurseur du hautbois) est équipé. Pour certains, Pollux confond ici anche et embouchure. Cependant, son témoignage est corroboré par Simplicios de Cilicie, selon lequel l'orgue hydraulique est équipé d'anches de salpinges et d’auloi. De même, les peintures sur vase montrent souvent des joueurs de salpinx équipés d'une φορϐειά / phorbeia, une large bande de cuir qui passe devant la bouche puis derrière la nuque de l'instrumentiste, percée de trous pour permettre le passage de l'anche. Couramment utilisée pour jouer de l'aulos, la phorbeia maintient l'anche contre la bouche du joueur, l'oblige à respirer par le nez (respiration continue) et réduit la tension musculaire des joues ; elle autorise donc un jeu puissant et continu. Enfin, des trompettes circulaires retrouvés à Pompéi présentent pour l'un une embouchure et pour deux autres une anche.
On en a donc conclu que les Grecs appelaient salpinx deux types d'instrument, l'un avec une anche et l'autre sans. On a objecté que Pollux décrit dans son ouvrage des instruments aussi bien grecs que romains ; l'usage de l'os paraît un peu curieux pour une anche, qui doit être aussi souple que possible pour vibrer correctement,. Ensuite, les trompettes retrouvées à Olympie sont circulaires, alors que la salpinx se caractérise par sa rectitude. Enfin, l'un des principaux usages de la salpinx est militaire ; or un instrument sans anche se fait bien mieux entendre sur un champ de bataille qu'un instrument de type clarinette ou hautbois.

## Sonorité
La salpinx se distingue par sa sonorité particulière : Eschyle décrit un son « perçant » et « haut perché » et Aristote compare le barrissement d'un éléphant à la salpinx. D'après plusieurs sources, l'instrument aurait même été banni dans plusieurs villes d'Égypte, le son ressemblant trop au braiment d'un âne.

## Le mythe de l'invention de la salpinx
Les Anciens s'accordaient à voir dans la trompette une invention des Tyrsènes de Lydie, mais pour être en accord avec leur amour-propre national, les Grecs ont imaginé des combinaisons variés en attribuant l'invention de la trompette à un fils (ou petit-fils) d'Héraclès et d'Omphale : Tyrsénos, Hégéléos, Archondas, Maléos ou Pisaios. La trompette fut inventée en Lydie ou en Étrurie. On vénérait à Argos une Athéna Salpinx ! Hégéléos aurait assiégé Argos et pris la ville. C'est pour remercier la déesse qu'il aurait donné à la déesse le nom de l'instrument. Ou bien ce serait Athéna elle-même qui aurait inventé la trompette pour les Tyrrhéniens.

## La facture de la salpinx
Les formes des σάλπιγξ ont varié durant l'Antiquité : cela concerne le tuyau αὐλός, le pavillon κώδων et l'embouchure avec son anche γλῶττα. L'embouchure est en os, le pavillon en bronze, le tuyau en os, corne ou bois cerclé de fil de bronze, puis enfin en bronze ou en fer. 
On trouve souvent les salpinx représenté entre les mains d'un hoplite, sur la céramique. L'instrument devait mesurer entre 1 m et 1,20 m. Son poids devait faire environ 6 kg.
Il y avait aussi une trompette conique en bronze. Deux spécimens très ouvragés ont été retrouvés en Gaule. On pense qu'il ne s'agit que d'instruments d'apparat ou de culte. La trompette n'a pas qu'un rôle militaire, elle sert également à rythmer les processions religieuses. Ce rôle lui était dévolu dès le Ve siècle av. J.-C. Les trompettes militaires romaines étaient également coniques. Mais c'est une autre histoire !
La phorbeia φορϐειά
Il arrive qu'on adapte une φορϐειά pour pouvoir la maintenir d'une seule main, très pratique pour le cavalier qui joue de la trompette.

## La trompette militaire

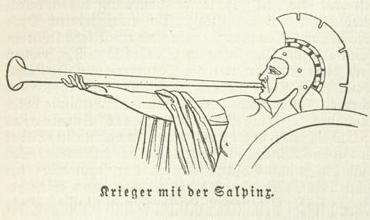
Soldat effectuant une sonnerie militaire avec salpinx conique

Une tradition voudrait que la trompette fût introduite par les Doriens. Mais c’est au son de l’aulos (instrument) et de la lyre que les Spartiates et les Crétois marchent au combat.
Dans les armées grecques, le rôle de la trompette est resté peu développé (signal d’attaque et de retraite). 
Dans les armées macédoniennes d’Alexandre le Grand, la trompette donne en plus le signal de la charge et celui de l’assaut et fait lever le camp. 
Par la suite, il semble qu’on se soit servi davantage de la trompette et les Romains ont emprunté, dans leur stratégie militaire, l’usage des sonneries grecques.
Fable d'Esope, VIe siècle av. J.-C. : Du Trompette
Un Trompette, après avoir sonné la charge, fut pris par les Ennemis. Comme un d’entre eux levait le bras pour le percer de son épée : « Quartier, s’écria le prisonnier. Considérez que je ne me suis servi que de ma trompette, et qu’ainsi je n'ai pu ni tuer ni blesser aucun des vôtres. — Tu n’en mérites pas moins la mort, répliqua l’autre en lui plongeant l’épée dans le ventre, méchant qui ne tue jamais, il est vrai, mais qui excite les autres à s’entre-tuer. »

## Le cas exceptionnel de la trompette funéraire
Une fresque de la tombe en tholos de Kazanlak (Thrace), IIIe siècle av. J.-C., montre deux femmes jouant de la trompette funéraire. On a trouvé à Malia et à Gournia (époque minoenne), des objets qui font penser à des cymbales et des trompettes funéraires en terre cuite, en usage en Orient, rappelant le pukku et le mikku des cérémonies mésopotamiennes (mentionnées dans l'épopée de Gilgamesh) qui sont employées pour la magie funéraire.

## La salpinx dans la littérature
C'est au VIIIe siècle av. J.-C., que la trompette fait son apparition en littérature : Iliade et Cypria où Achille, à Scyros, retrouve son ardeur guerrière au son de la trompette d'Ulysse. 
« Ne voulant pas que son fils participe à la guerre de Troie, Thétis déguisa Achille en fille et l'envoya chez Lycomède à Skyros. Sur l'île, il tomba amoureux de Déidamie, la fille du prince, il l'épousa secrètement, et ils eurent un fils : Néoptolème. Mais les grecs ne pouvant se passer de l'aide d'Achille pour s'emparer de Troie, demandèrent à Ulysse de trouver et de ramener Achille. Ulysse étant très rusé présenta aux princesses de la cour de Lycomède des bijoux parmi lesquels était placée une épée qu'Achille ne put s'empêcher de brandir au son de la trompette. Il se trahit ainsi. »
Un soldat dans l'âme ne résiste pas à l'appel de la trompette !
Ὀδυσσεὺς δὲ μηνυθέντα παρὰ Λυκομήδει ζητῶν Ἀχιλλέα, σάλπιγγι χρησάμενος εὗρε. καὶ τοῦτον τὸν τρόπον εἰς Τροίαν ἦλθε.
Traduction : Ulysse vint le chercher, et, en faisant sonner la trompette de guerre, il le trouva. C'est ainsi qu'Achille se rendit à Troie (Apollodore, La Bibliothèque, livre III 13, 6 et 8 ).
Dans l'Iliade d'Homère, chant XVIII, vers 214-223, la salpinx σάλπιγξ n'est pas très bien définie et n'apparaît qu'une seule fois, en comparaison avec la voix d'Achille. Mais cela montre bien que la trompette était appréciée pour sa puissance sonore.
« Ainsi du front d'Achille une clarté montait au ciel. Le preux alla du mur jusqu'au fossé, mais sans se joindre aux Achéens, suivant le sage conseil de sa mère. C'est de là qu'il poussa un cri, que Pallas Athéna reprit, provoquant la panique dans les rangs troyens. Comme retentit l'éclatante voix de la trompette, quand l'ennemi dévastateur enveloppe une ville : telle retentit l'éclatante voix de l'Eacide. Les troyens, entendant la voix d'airain de l'Eacide, furent pris de frayeur. »
De même, Stentor est un personnage de l’Iliade d'Homère. C’était un guerrier grec dont la voix n'avait pas d'égal sur terre. La déesse Héra utilisa la force vocale prodigieuse de Stentor pour stimuler l’ardeur de l’armée grecque lors du siège de Troie.
Στέντορι εἰσαμένη μεγαλήτορι χαλκεοφώνῳ 
δς τόσον αὐδήσασχ' ὅσον ἄλλοι πεντήκοντα·
Stentor au grand cœur, à la voix de bronze, aussi forte que celle de 50 autres réunis (Iliade chant V vers 785-6). Stentor fit un concours de cris avec Hermès. Vaincu, Stentor aurait été mis à mort. L’expression « avoir une voix de Stentor » signifie avoir une voix puissante.
En fait, ce n'est qu'au VIe siècle av. J.-C. que la trompette apparaît réellement en littérature avec Bacchylide et dans les monuments.

## La salpinx dans la société

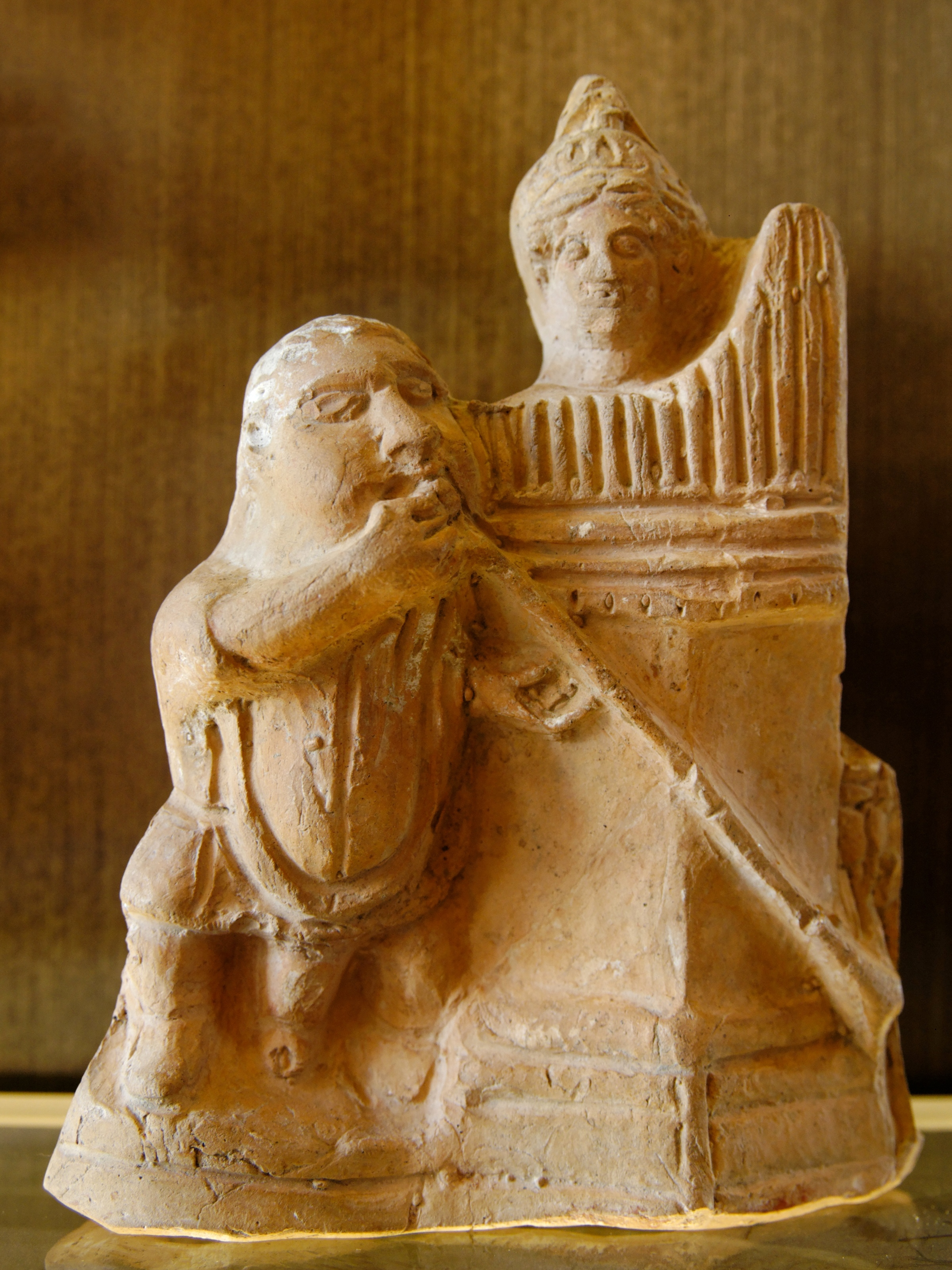
Deux musiciens (salpinx et hydraulis). Terre cuite d'Alexandrie, musée du Louvre.

Dans la vie civile, la trompette ne paraît pas avoir joué un grand rôle. Leur puissance sonore les rendait peu convenables à l'art de l'époque. 
Néanmoins des concours sont organisés dès le Ve siècle av. J.-C. et ils restent particulièrement en honneur en Béotie. Mais ce n'est qu'au IVe siècle av. J.-C., que la trompette prend place dans les joutes musicales d'Olympie. On note surtout sa puissance sonore et non son jeu musical. L'art du clarino n'est pas antique. Le musicien qui se fait entendre le plus loin est reconnu, tout simplement.
L'introduction de la salpinx au concours serait due à l'aventure de l'acteur comique Hermon : s'étant éloigné pendant le concours de comédie, il n'entendit pas le héraut qui l'appelait, et son tour venu, il fut frappé d'amende. Il fut alors décidé qu'à l'avenir, ce serait la trompette qui convoquerait les compétiteurs. Le Mégarien Hérodôros aurait remporté 17 fois (dont 10 à Olympie) le concours de trompette. C'était un colosse qui pouvait remplir tout le camp militaire d'une campagne guerrière. Il embouchait même deux trompettes à la fois au siège d'Argos en -303. De même, Molobros jouait aussi avec deux trompettes et Épitadès se faisait entendre à 50 stades (9 kilomètres, mais le record reste détenu par le cor de Roland qui traversa les Pyrénées !). Une femme, Aglaïs, joue de la trompette à Alexandrie en -275.

## Notation musicale pour la salpinx
La plus ancienne musique venue de l'Antiquité est une éclatante fanfare de trompette d'appel aux armes. Elle est écrite sur un support inattendu : un vase peint à la fin du VIe siècle av. J.-C., conservé au musée d'Éleusis (inv. no 907). En effet, dans une scène de branle-bas de combat, une Amazone appelle ses compagnes aux armes en sonnant d'une trompette. Autour d'elle sont peintes les 5 syllabes TO TO TE TO TH qui correspondent aux cinq notes de la fanfare (DO, DO, SOL, DO, MI). La notation syllabique en question, très simple, servait à solfier, à la différence des notations savantes, qui étaient destinées à l'archivage des œuvres musicales.